# 鄭由路
鄭由路（韓語：정유라，1992年2月6日—），韓國女子手球運動員，現為韓國國家女子手球隊隊員。

## 簡歷
2012年7月，鄭由路代表韓國出戰英國倫敦舉行的奥林匹克运动会女子手球比賽。